# Jan Ziemięcki
Jan Józef Antoni Hieronim z Ziemięcina Ziemięcki herbu Nieczuja (niem. Hieronymus Johann Josef Anton Freiherr Ziemiecki von Ziemiecin; (ur. 7 września 1816 lub 1817 w Kaliszu, zm. 25 lutego 1906 w Krakowie) – niemiecki i austriacki wojskowy, honorowy Feldzeugmeister (odpowiednik generała broni) cesarskiej i królewskiej Armii, weteran wojny prusko-austriackiej.

## Życiorys

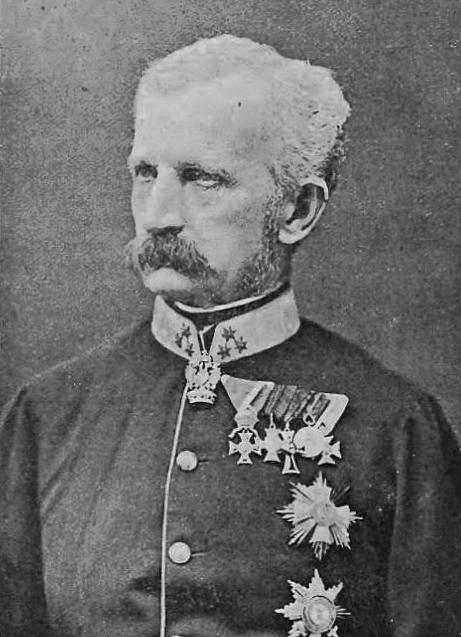
Jan Ziemięcki

Wykształcenie pobierał w  Królewskiej Saskiej Szkole Kadetów w Dreźnie, którą ukończył 1 lipca 1833. W 1834 awansował do stopnia podporucznika, a następnie porucznika w 1839. Od 1 października 1846 służył jako adiutant księcia Augusta z Saksonii-Coburgu-Gothy. W roku 1847 został awansowany na kapitana i przeniesiony najpierw do Sztabu Głównego w Dreźnie, a później 2 Regimentu Kawalerii, z którym pacyfikował powstańców w Saksonii.
24 września 1851 został awansowany na majora i przeniesiony do armii księstwa Nassau, gdzie ponownie pełnił funkcję adiutanta. 7 maja 1855 uzyskał stopień podpułkownika; na kolejny awans przyszło mu poczekać do 1862 roku. Za jego namowami doszło do przemundurowania armii księstwa w 1862 roku. W 1865 został awansowany na generała majora.
Po wcieleniu księstwa Nassau do królestwa Prus w 1866 został zwolniony z przysięgi wobec księcia i przeszedł na żołd Austro-Węgier 16 lutego 1867 w stopniu generał majora. Dowodził brygadą kawalerii w Pradze. 3 lipca 1869 został mianowany dowódcą 4 Dywizji i awansowany na Feldmarschalleutnanta (generała porucznika). W 1874 został komendantem wojskowym w Koszycach i honorowym szefem c. i k. 40 Pułku Piechoty oraz otrzymał tytuł barona.
Po przejściu na emeryturę 1 kwietnia 1878 został mianowany na honorowy stopień Feldzeugmeistera. Zamieszkał w Krakowie. Tam zmarł 25 lutego 1906. Pochowany na cmentarzu Rakowickim (pas 13).

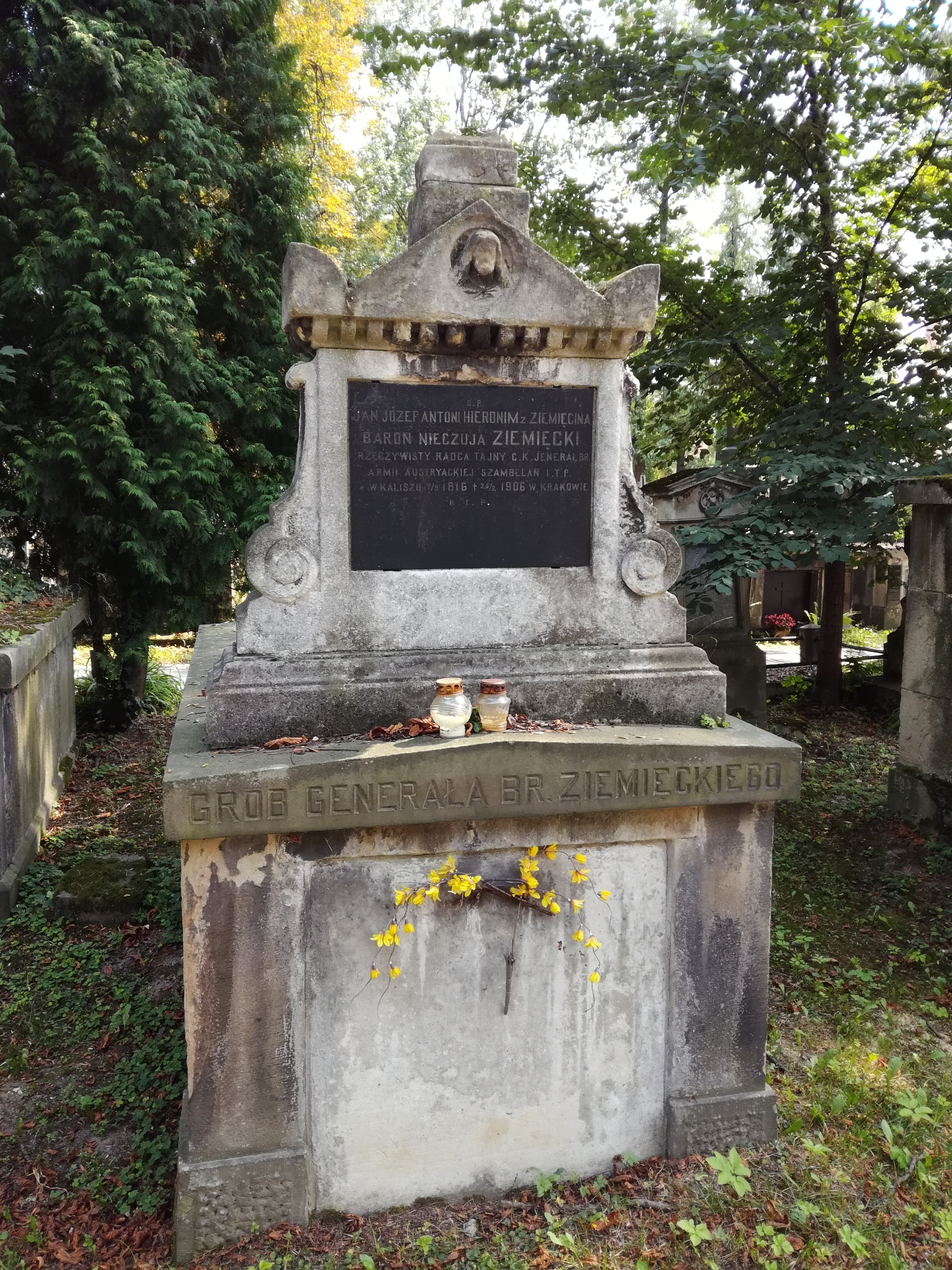
Grób gen. Jana Ziemięckiego na cmentarzu Rakowickim

## Awanse
w Armii saskiej
- porucznik (Leutnant) – 1834)
- nadporucznik (Oberleutnant) – 1839
- rotmistrz (Rittmeister) – 1847

w Armii Księstwa Nassau
- major – 1851
- podpułkownik (Oberstleutnant) – 1855
- pułkownik (Oberst) – 1862
- generał major (Generalmajor) – 1865

w cesarskiej i królewskiej Armii
- generał major (Generalmajor) – 16 lutego 1867 ze starszeństwem z 5 lutego 1865
- generał porucznik (Feldmarschalleutnant) – 24 października 1869
- generał broni (Feldzeugmeister) 1 kwietnia 1878

## Odznaczenia
- Order Korony Żelaznej II klasy (Austro-Węgry)
- Order Leopolda III klasy (Austro-Węgry)
- Krzyż Mariański (Austro-Węgry)
- Order Zbawiciela I klasy (Grecja)
- Order Korony Dębowej III klasy (Luksemburg)
- Order Zasługi Adolfa Nassauskiego z Mieczami I klasy (Luksemburg)
- Order Orła Czerwonego III klasy (Prusy)
- Order Świętej Anny II klasy (Rosja)
- Order Świętego Stanisława II klasy (Rosja)
- Order Miecza III klasy (Szwecja)
- Order Leopolda I klasy (Belgia)
- Order Legii Honorowej III klasy (Francja)
- Order Fryderyka I klasy (Wirtembergia)
- Order Alberta III klasy (Saksonia)
- Order Alberta Niedźwiedzia III klasy (Anhalt)
- Order Korony III klasy (Wirtembergia)
- Order Filipa III klasy (Hesja)
- Order Wilhelma III klasy (Hesja)
- Order Sokoła Białego (Saksonia-Weimar-Eisenach)
- Medal Kampanii 1866 (Nassau)[3]

Łącznie otrzymał 23 ordery prawie wszystkich dworów królewskich Europy.